# Ян Станіслав Оссолінський
Ян Станіслав Оссолінський (пол. Maksymilian Franciszek Ossoliński; 1689 — 1770) — державний і військовий діяч Речі Посполитої.

## Життєпис
Походив з польського магнатського роду Оссолінських гербу Топор, старшої гілки. Молодший син Максиміліана Францішека Оссолінського, секретаря великого коронного, та Терези Красовської. 1703 року після смерті батька отримав маєтки Мокободи і Тарґовиська.
1710 року призначається підстолієм підляським (до 1716 року). Брав участь у Північній війні на боці короля Августа II. 1716 року отримує староство дорогочинське. 1719 року обирається від Дорогинської землі Підляського воєводства послом (депутатом) на сейм. 24 червня 1721 року купив у Вікторина Кучинського містечки Стердинь, Хондзин, Хондзинек, Блохів, села Чорна Середня і Чорна Церковна. Того ж року як посаг за дружиною з Залуських отримав маєток Вишків на річці Лівець. Тут він заснував парафіяльний костел у стилі бароко та побудував чудовий бароковий палац (був зруйнований під час Першої світової війни).
1733 року обирається від Нурської землі Підляського воєводства послом (депутатом) на надзвичайний сейм 1733 року. Підписав акт про обрання королев Станіслава Лещинського. Того ж року фундував у Чорній Церковні уніатський храм. Під час війни за польську спадщину 1734 року визнав королем Августа III. 1740 року обирається від Дорогинської землі послом на сейм 1740 року.
1754 року призначається каштеляном гостиньським. 1757 року передав синові Александру Мацею староство дорогочинське. 1758 року стає генерал-майором коронних військ. Помер 1770 року.

## Родина
Дружина (з 1721 року) — Людвіка, донька Александра Юзефа Залуського, воєводи равського
Діти:
- Францішка, дружина Казимира Кучинського, підстолія підляського
- Дорота, дружина: 1) Юзефа Друцького-Любецького; 2) Матеуша Огінського, старости мерецького
- Тереза, дружина Міхала Кушли, столника підляського
- Антоніна, дружина Юзефа Карчевського, старости лівського
- Александр Мацей (1725—1804), мечний великий литовський
- Антоній (д/н — після 1788 р.), староста сулеювський